# Геращенко, Владимир Сергеевич
Владимир Сергеевич Геращенко (26 июля 1905, Галичи, Могилёвская губерния — 1 мая 1995, Москва) — советский государственный деятель, первый заместитель председателя правления Госбанка СССР (1948—1958).

## Биография
Родился 26 июля 1905 г. в селе Галичи (ныне — в Климовичском районе Могилёвской области, Беларусь) в семье железнодорожного рабочего. С 1920 г., продолжая учиться в средней школе, работал переписчиком-регистратором уездного продовольственного Комитета и счетоводом районной заготовительной конторы в г. Климовичи.
В 1929 г. окончил экономический факультет Ленинградского политехнического института.
Затем служил в рядах Красной Армии.
После увольнения в запас поступил в аспирантуру Ленинградского финансово-экономического института, одновременно работая зав. отделом кассового плана и денежного обращения Ленинградской областной конторы Госбанка СССР. После защиты диссертации на соискание ученой степени кандидата экономических наук (1933) — зав. кафедрой «Денежное обращение и кредит» Ленинградского финансово-экономического института, а с 1937 г. — директор Ростовского финансово-экономического института.
С 1938 г. начинается его успешная деятельность в Госбанке СССР. Уже в 1940 г. назначается заместителем Председателя Правления Госбанка СССР. Был направлен на дипломатическую работу (1944—1948). Участвовал в работе Потсдамской конференции (1945) и Парижской мирной конференции (1946), а также в работе Генеральной ассамблеи Организации Объединенных Наций. С 1948 г. вновь заместитель Председателя Правления Госбанка СССР. В должности первого заместителя Председателя Правления Госбанка СССР проработал 10 лет — до ноября 1958 г.
В 1958 году был исключён из КПСС и вынужденно покинул должность первого заместителя Председателя правления Госбанка СССР (см. воспоминания С. Егорова о Геращенко-старшем и его низложении). Обратился в Комитет партийного контроля и был им в партии восстановлен.
В Московском финансовом институте, затем Финансовой академии работал с 1958 г. по 1995 гг., защитил диссертацию на соискание ученой степени доктора экономических наук, получил звание профессора, а с 1962 по 1975 г. возглавлял кафедру денежного обращения и кредита.
Под его редакцией вышли в свет такие неоднократно переиздаваемые учебники, как «Денежное обращение и кредит СССР», «Организация и планирование кредита», «Организация и планирование денежного обращения», «Учет и операционная техника в банке».
Умер 1 мая 1995 года.

## Государственные награды
Награжден орденами Ленина, Отечественной войны 1-й степени, Орден Партизанской Звезды 1 степени (Югославия), а также медалями.

## Книги под редакцией В. С. Геращенко
- Операционная техника и учет в Государственном банке: Учебник / Под ред. В. С. Геращенко. — 3-е изд., переб. и доп. — М.: Финансы и статистика, 1985. — 264 с.
- Денежное обращение и кредит СССР: Учебник / Под ред. В. С. Геращенко. — 4-е изд., перераб. и доп. — М.: Финансы и статистика, 1986. — 375 с.
- Геращенко В. С. Организация и планирование денежного обращения: Учебник / В. С. Геращенко, Ю. П. Савинский, Ю. И. Кашин; Под ред. В. С. Геращенко. — 2 изд., перераб. и доп. — М.: Финансы и статистика, 1988. — 237 с.
- Деньги и кредит в социалистическом обществе: Учебник / Авт. кол.: Лаврушин О. И., Геращенко В. С., Савинский Ю. П. и др.; Под ред. О. И. Лаврушина. — 2 изд., доп. и перераб. — М.: Финансы и статистика, 1990. — 263 с.
- Учет и операционная техника в банках СССР: Учебник / Под ред. В. С. Геращенко. — М.: Финансы и статистика, 1990. — 365 с.